# Rudolf von Bitter le Jeune
Rudolf von Bitter (né le 8 janvier 1846 à Mersebourg et mort le 4 janvier 1914 à Charlottenbourg) est un juge prussien, fonctionnaire du ministère et député de la chambre des représentants de Prusse et de la chambre des seigneurs de Prusse

## Biographie
Il est le fils de Rudolf von Bitter l'Ancien (de), le président de la société de commerce maritime (de) royale prussienne, et sa femme Anna née Nauen (1819-1885). En tant que roi de Prusse, Guillaume Ier élève à la noblesse prussienne son père Rudolf avec tous ses descendants le 5 mars 1880.
Bitter étudie le droit et les sciences politiques à l'Université Frédéric-Guillaume de Berlin (1862–1866), à l'Université rhénane Frédéric-Guillaume de Bonn et à l'Université de Lausanne. À partir de 1865, il est membre du Corps Palatia Bonn et du Corps Marchia Berlin (de). Il est soldat dans la guerre franco-prussienne. En 1872, après avoir réussi ses examens, il passe au service administratif. En 1873 il est transféré comme un évaluateur de gouvernement au gouvernement de Posen et à la haute présidence de la province de Posnanie. En 1875, il est nommé administrateur de l'arrondissement de Waldenburg. De 1879 à 1888, il siège à la chambre des représentants de Prusse. Il est membre du groupe conservateur libre. Bitter quitte en 1882 l'administration de l'arrondissement de Waldenburg pour devenir conseiller privé de gouvernement et conseiller des conférenciers au ministère prussien de l'Intérieur. À partir de 1888, il est le président du district d'Oppeln. En 1898, il revient au ministère de l'Intérieur comme directeur ministériel.
En 1899, Bitter devient le haut président de la province de Posnanie et vice-président de la Commission d'établissement prussienne. À partir de 1903, il est également membre du conseil de surveillance de Henckel von Donnersmarck-Hüttenwerke. En 1905, il devient président de l'Administration de la dette impériale (de) et en 1907 président du Tribunal administratif supérieur. En 1909, il est membre de la Commission immédiate de réforme administrative. Il est également procureur de la Couronne. À partir de 1910, il est député de la chambre des seigneurs de Prusse. Bitter est également vice-président de la Société coloniale allemande et éditeur et premier éditeur du dictionnaire manuel de l'administration prussienne.
Bitter se marie après ses examens le 5 octobre 1872 à Berlin avec Marie Hegel (née le 21 mai 1848 à Berlin et morte le 27 novembre 1925 à Hirschberg-des-Monts-des-Géants, province de Basse-Silésie), nièce de l'historien Karl von Hegel (1813-1901) et fille du juriste Immanuel Hegel (1814-1891), président consistorial de la province de Brandebourg et fils du philosophe Georg Wilhelm Friedrich Hegel (voir : Famille Hegel (de)), et Friederike von Flottwell. Le fonctionnaire et administrateur de l'arrondissement d'Hirschberg-des-Monts-des-Géants Rudolf von Bitter (de) (1880-1957) est son fils.

## Travaux
- Die Gemeindeverfassungsgesetze für die Rheinprovinz mit den neuen Verwaltungsgsetzen, Verlag Heymann, Berlin 1887; Ergänzungsband zur Reihe: Die neuen preußischen Verwaltungsgesetze von M. von Brauchitsch (Hrsg.)
- Handwörterbuch der Preussischen Verwaltung, Rossberg'sche Verlags-Buchhandlung, 1. Auflage, Leipzig 1906